# Monthly Sunday Gene-X
Monthly Sunday Gene-X (月刊サンデーGENE-X, Gekkan Sandi GENE-X), parfois abrégé en Sunday GX est un magazine de prépublication de mangas mensuel de type seinen de la Shōgakukan.
Sunday GX Comics est le label de publication en tankōbon des mangas publiés dans le mensuel.

## Mensuel
Son titre fait référence à Generation X, donc il est le magazine de manga. Apparu sur le marché le 19 juillet 2000, il parait tous les 19 du mois (pas nécessairement un dimanche, donc). Ce "dimanche" est en fait une marque de reconnaissance, partagé par ses confrères Weekly Shōnen Sunday et Weekly Young Sunday.
Le magazine ne se limite pas aux manga; un manhwa coréen, Shin angyo onshi, y est paru, traduit, sans doute sous l'impulsion de l'engouement pour les animes nippo-coréens. Si l'une de ces séries étaient portées à l'écran durant la publication, la promotion croisée ainsi réalisé serait mise en avant.

## Sunday GX Comics
La Shōgakukan publie les manga paru dans Sunday GX au format relié tankōbon sous la collection Sunday GX Comics (GENEX Comics), comics au sens japonais du terme prenant en fait la signification de manga tankōbon.

## Liste des séries
| Titre | Auteur                                                  | Première publication |
| --- | ------------------------------------------------------- | -------------------- |
| Wilderness (ワイルダネス) | Akihiro Atō                                             | août 2000            |
| JyaJya (ジャジャ) | Akira Eno                                               | septembre 2000       |
| Black Lagoon (ブラックラグーン)                                                                                              | Rei Hiroe                                               | avril 2002           |
| Yahari Ore no Seishun Rabukome wa Machigatte Iru. @ Comic (やはり俺の青春ラブコメはまちがっている。@comic)                   | Naomichi Io (dessin), Wataru Watari (scénario)          | décembre 2012        |
| Hebisawa Kacho no Emujo (蛇沢課長のM嬢)                                                                                      | Sukune Inugami                                          | avril 2016           |
| Sabageppanashi (サバゲっぱなし)                                                                                              | Freddie Sakazaki                                        | septembre 2016       |
| Kusuriya no Hitorigoto - Maomao no Kōkyū Nazotoki Techō (薬屋のひとりごと 猫猫の後宮謎解き手帳)                              | Minoji Kurata (dessin), Natsu Hyūga (scénario)          | août 2017            |
| Bucket list of the dead (ゾン100 〜ゾンビになるまでにしたい100のこと〜, Zon 100 - Zombie ni Naru Made ni Shitai 100 no Koto) | Kōtarō Takata (dessin), Haro Asō (scénario)             | octobre 2018         |
| Vampeerz (ヴァンピアーズ) | akili                                                   | février 2019         |
| Ninkyō Tensei: Isekai no Yakuzahime (任侠転生 －異世界のヤクザ姫－)                                                          | Hiroki Miyashita (dessin), Takeshi Matsuhara (scénario) | août 2019            |
| Black Lagoon: Sawyer the Cleaner - Dismemberment! Gore Gore Girl (BLACK LAGOON 掃除屋ソーヤー 解体！ゴアゴア娘)              | Tatsuhiko Ida (dessin), Rei Hiroe (scénario)            | septembre 2019       |
| Bonnō Saiyūki (煩悩☆西遊記)                                                                                                  | Crystal na Yosuke                                       | février 2020         |
| Aka Gohigan (アカゴヒガン)                                                                                                   | Yūki Iinuma                                             | juillet 2020         |
| Natsu e no Tonneru, Sayonara no Deguchi Gunjō (夏へのトンネル、さよならの出口 群青)                                          | Kōdon (dessin), Mokune Hachi (scénario)                 | juillet 2020         |
| Nanami Minami wa Kagayakitai (七海みなみは輝きたい)                                                                          | Bana Yoshida (dessin), Yūki Yaku (scénario)             | juillet 2020         |
| Daresokare ni Umi ga Naku (誰そ彼に海が泣く)                                                                                 | Sakura Suzuki                                           | septembre 2020       |
| Red Sun Inc. (RED SUN INC.)                                                                                                  | Tadatomo Suzuki                                         | novembre 2020        |
| Elkon! ~Bocchi Elf no Konkatsu Nikki~ (エル婚!〜ぼっちエルフの婚活日記〜)                                                    | Natsumin Kusakabe                                       | avril 2021           |
| Destro 016 (デストロ016) | Keitarō Takahashi                                       | avril 2021           |
| Ryūketsu Megamiden ~Teikoku no Musume~ (流血女神伝〜帝国の娘〜)                                                              | Shinobu Suga                                            | avril 2021           |
| Ken to Mahō no Zeikin Taisaku (剣と魔法の税金対策 @comic)                                                                    | Hinata Aoi (dessin), SOW (scénario)                     | juin 2021            |
| Haihi wa Futatabi Gyokuza ni Noboru ~Akarutei Kōkyūishi~ (廃妃は再び玉座に昇る〜耀帝後宮異史〜)                              | Minami (dessin), Okari Haru (scénario)                  | juin 2021            |

## Séries populaires
Œuvres majeures :
- Binbō shimai monogatari
- Black Lagoon
- Kobato. (interrompu puis repris par Newtype)
- Le Nouvel Angyo Onshi
- RahXephon
- Rec